# Danuta Straszyńska
Danuta Straszynska (Polonia, 4 de febrero de 1942) fue una atleta polaca especializada en la prueba de 4 x 100 m, en la que consiguió ser campeona europea en 1966.

## Carrera deportiva
En el Campeonato Europeo de Atletismo de 1966 ganó la medalla de oro en los relevos de 4 x 100 metros, con un tiempo de 44.4 que fue récord de los campeonatos, llegando a meta por delante de Alemania del Oeste y la Unión Soviética.